# تأخیر رفت و برگشت
در مخابرات، تأخیر رفت‌وبرگشت (به انگلیسی: Round-trip delay time) (مخفف انگلیسی: RTD) یا زمان رفت‌وبرگشت (به انگلیسی: round-trip time) (مخفف انگلیسی: RTT) مدت زمانی است که برای ارسال یک سیگنال طول می‌کشد به‌اضافه مدت زمانی که برای تأیید دریافت آن سیگنال طول می‌کشد. این تأخیر زمانی، شامل زمان انتشار مسیرهای بین دو نقطه پایانی ارتباط است. در زمینه شبکه‌های کامپیوتری، سیگنال معمولاً یک بسته داده است. RTT به عنوان زمان پینگ نیز شناخته می‌شود و با دستور پینگ می‌توان آن را تعیین کرد. تأخیر انتها-به-انتها مدت زمانی است که طول می‌کشد تا سیگنال در یک جهت حرکت کند و اغلب به نصف RTT تقریب می‌شود.